# Cna (přítok Mokši)
Cna (rusky Цна) je řeka v Tambovské a v Rjazaňské oblasti v Rusku. Je 451 km dlouhá. Povodí má rozlohu 21 500 km².

## Průběh toku
Protéká přes Ocko-donskou rovinu. Ústí zleva do Mokši (povodí Volhy).

## Vodní režim
Zdroj vody je převážně sněhový. Nejvyšších vodních stavů dosahuje v dubnu a na začátku května. Průměrný roční průtok vody ve vzdálenosti 139 km od ústí činí 46 m³/s. Zamrzá v listopadu až v prosinci, na horním toku až v lednu a rozmrzá na konci března až v dubnu.

## Využití
Na řece byla vybudována vodní elektrárna. Je zde rozvinutá místní vodní doprava. Na řece leží města Tambov, Moršansk, Sasovo.